# Liste der Einträge im National Register of Historic Places im Manitowoc County

Lage des Manitowoc County in Wisconsin

Die Liste der Einträge im National Register of Historic Places im Manitowoc County in Wisconsin führt alle Bauwerke und historischen Stätten im Manitowoc County auf, die in das National Register of Historic Places aufgenommen wurden.

## Legende
| NRHP | Historic Place             |
| HD   | Historic District          |
| NHL  | National Historic Landmark |

## Aktuelle Einträge
| [ 2 ] | Name                                  | Bild                                  | Eintragsdatum        | Lage | Ort                      | Beschreibung |
| ----- | ------------------------------------- | ------------------------------------- | -------------------- | --- | ------------------------ | --- |
| 1     | Central Park Historic District        | Central Park Historic District        | 2000 ID-Nr. 00001069 | Abgegrenzt durch 19th Street, Adams Street, 16th Street und Jefferson Street 44° 8′ 56″ N, 87° 34′ 5″ W                                      | Two Rivers               | |
| 2     | Continental (Schiffswrack)            | Continental (Schiffswrack)            | 2009 ID-Nr. 08001330 | Adresse nicht veröffentlicht 44° 13′ 49,8″ N, 87° 30′ 31,2″ W                                                                                | Two Rivers               | 1882 gebauter Frachter; 1904 in einem Sturm gesunken                                                              |
| 3     | Eighth Street Historic District       | Eighth Street Historic District       | 1988 ID-Nr. 88000215 | Abgegrenzt durch Buffalo Street, 8th Street, 7th Street, Hancock Street, 10th Street, 9th Street und Quay Street 44° 5′ 25″ N, 87° 39′ 31″ W | Manitowoc                | |
| 4     | Francis Hinton                        |                                       | 1996 ID-Nr. 96001457 | Adresse nicht veröffentlicht | Manitowoc                | |
| 5     | Frenchside Fishing Village            | Frenchside Fishing Village            | 1987 ID-Nr. 86003580 | 21st Street, Jackson Street, East Street, 16th Street, Harbor Street und Rogers Street 44° 9′ 1″ N, 87° 33′ 46″ W                            | Two Rivers               | Ursprünglich von frankokanadischen Fischern angelegtes Dorf                                                       |
| 6     | Gallinipper                           |                                       | 2010 ID-Nr. 10001091 | Im Michigansee rund 15 km nordöstlich von Hika Park 43° 56′ 59,6″ N, 87° 33′ 9,9″ W                                                          | Town of Centerville      | 1833 gebauter Schoner; 1846 erstmals gesunken; nach Bergung und Überholung 1851 in einem Sturm endgültig gesunken |
| 7     | Green Bay Road Bridge                 | Green Bay Road Bridge                 | 1998 ID-Nr. 98000877 | Brücke der Mill Road über den Manitowoc River 44° 5′ 46″ N, 87° 42′ 6″ W                                                                     | Manitowoc                | 1887 errichtete Fachwerkbrücke                                                                                    |
| 8     | Carl Gottlieb Heins House             | Carl Gottlieb Heins House             | 1998 ID-Nr. 98000433 | 227 Fremont Street 43° 54′ 44″ N, 88° 1′ 56″ W                                                                                               | Kiel                     | |
| 9     | Home (Schoner)                        |                                       | 2010 ID-Nr. 10001092 | Im Michigansee rund 14 km nordöstlich von Hika Park 43° 56′ 49,8″ N, 87° 33′ 16,8″ W                                                         | Town of Centerville      | 1843 gebauter Schoner; 1858 nach einer Kollision gesunken                                                         |
| 10    | Island Village Site                   | Island Village Site                   | 1994 ID-Nr. 94001331 | Adresse nicht veröffentlicht 44° 3′ 30″ N, 88° 2′ 9″ W                                                                                       | Town of Eaton            | |
| 11    | Charles and Herriette Klingholz House | Charles and Herriette Klingholz House | 2013 ID-Nr. 13000587 | 224 Mill Road 44° 5′ 35,8″ N, 87° 42′ 21″ W                                                                                                  | Town of Manitowoc Rapids | |
| 12    | Loreto Shrine Chapel                  | Loreto Shrine Chapel                  | 1982 ID-Nr. 82000679 | Abseits der County Road A 43° 59′ 58″ N, 87° 55′ 44″ W                                                                                       | St. Nazianz              | 1872 errichtete Kapelle                                                                                           |
| 13    | Lutze Housebarn                       | Lutze Housebarn                       | 1984 ID-Nr. 84003702 | 13634 South Union Road 43° 55′ 59″ N, 87° 46′ 58″ W                                                                                          | Town of Newton           | 1849 errichtetes Farmhaus und Scheune                                                                             |
| 14    | Manitowoc County Courthouse           | Manitowoc County Courthouse           | 1981 ID-Nr. 81000047 | 8th Street und Washington Street 44° 5′ 17″ N, 87° 39′ 29″ W                                                                                 | Manitowoc                | |
| 15    | Rawley Point Light Station            | Rawley Point Light Station            | 1984 ID-Nr. 84003706 | Point Beach State Forest 44° 12′ 37″ N, 87° 30′ 31″ W                                                                                        | Two Rivers               | 1894 errichteter Leuchtturm                                                                                       |
| 16    | Rock Mill                             | Rock Mill                             | 1982 ID-Nr. 82000680 | Abseits des County Highway R 44° 17′ 58″ N, 87° 46′ 33″ W                                                                                    | Maribel                  | |
| 17    | Rouse Simmons (Schiffswrack)          | Rouse Simmons (Schiffswrack)          | 2007 ID-Nr. 07000197 | Im Michigansee rund 9 km östlich von Point Beach 44° 16′ 45″ N, 87° 24′ 52″ W                                                                | Michigansee              | 1868 gebauter Schoner; 1912 gesunken                                                                              |
| 18    | St. Gregory's Church                  | St. Gregory's Church                  | 1982 ID-Nr. 82000681 | 212 Church Street 44° 0′ 19″ N, 87° 55′ 35″ W                                                                                                | St. Nazianz              | 1864 errichtete katholische Kirche                                                                                |
| 19    | Saint Luke's Church Complex           | Saint Luke's Church Complex           | 2001 ID-Nr. 01000107 | 1800-1816 Jefferson Street 44° 9′ 2″ N, 87° 34′ 3″ W                                                                                         | Two Rivers               | 1891 im neugotischen Stil errichtete Kirche                                                                       |
| 20    | St. Mary's Convent                    | St. Mary's Convent                    | 2001 ID-Nr. 82005120 | 300 South 2nd Avenue 44° 0′ 15″ N, 87° 55′ 26″ W                                                                                             | St. Nazianz              | 1865 errichtetes Gebäude                                                                                          |
| 21    | Sexton's House                        | Sexton's House                        | 2001 ID-Nr. 01000173 | 736 Revere Drive 44° 6′ 4″ N, 87° 40′ 15″ W                                                                                                  | Manitowoc                | |
| 22    | Two Rivers Post Office                | Two Rivers Post Office                | 2000 ID-Nr. 00001246 | 1516 18th Street 44° 9′ 0″ N, 87° 34′ 8″ W                                                                                                   | Two Rivers               | |
| 23    | USS Cobia                             | USS Cobia                             | 1986 ID-Nr. 86000087 | 809 South 8th Street 44° 5′ 31″ N, 87° 39′ 29″ W                                                                                             | Manitowoc                | 1943 gebautes U-Boot der Gato-Klasse; seit 1970 Museum                                                            |
| 24    | Joseph Vilas, Jr. House               | Joseph Vilas, Jr. House               | 1977 ID-Nr. 77000035 | 610-616 North 8th Street 44° 5′ 57″ N, 87° 39′ 29″ W                                                                                         | Manitowoc                | 1891–1893 im Queen Anne Style errichtetes Wohnhaus; heute Museum                                                  |